# Real Audiencia de Santo Domingo

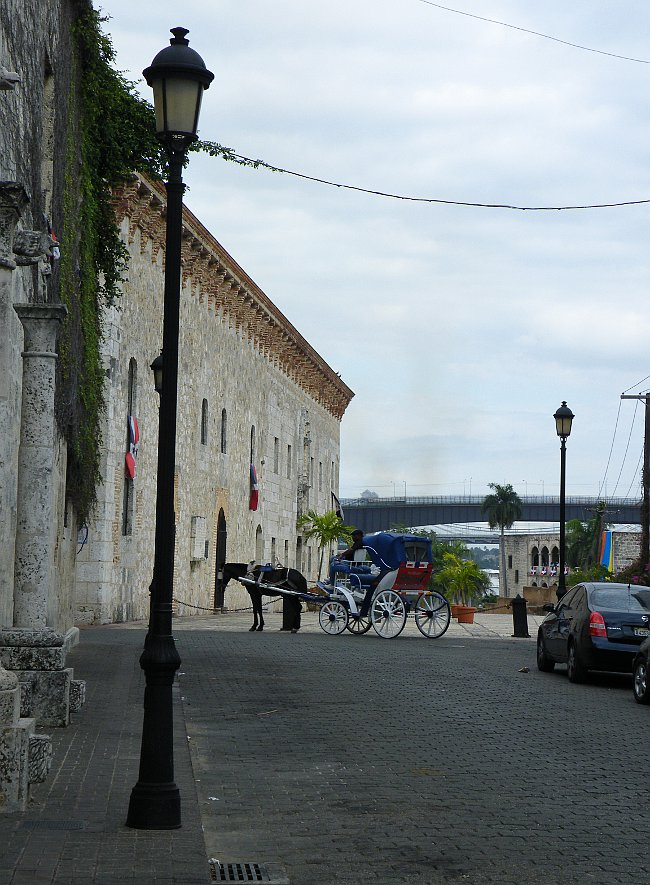
Edificio del Museo de las Casas Reales de Santo Domingo, donde se encontraba la Real Audiencia de Santo Domingo.

La Real Audiencia de Santo Domingo o bien Audiencia y Cancillería Real de Santo Domingo en la Isla Española fue el primer tribunal de la Corona española en América, creada el 5 de octubre de 1511 por una real cédula de Fernando V de Castilla, pero debido a divergencias entre el gobernador Diego Colón y la Corona española, no se puso en funciones hasta que fue restablecida por una real cédula del rey Carlos I, el 14 de septiembre de 1526.
Esta real audiencia se encontraba dentro de la jurisdicción del Virreinato de Nueva España y su presidente era a la vez gobernador de la Capitanía General de Santo Domingo. En 1776 se le agregó el cargo de regente.

## Primera instalación
La Real Audiencia de Santo Domingo fue el primer tribunal de la Corona española en América, creada en 1511 por una real cédula de Fernando V de Castilla, pero debido a divergencias entre el gobernador Diego Colón y la Corona española sería suprimida.
Se reiniciaron sus funciones por real cédula del rey Carlos I de España, el 14 de septiembre de 1526, nombrándose como su primer presidente al obispo Sebastián Ramírez de Fuenleal quien ocupó el cargo hasta mediados de la primera mitad de 1527, también asumió funciones que jefaturaban a gobernador de La Española, cabe señalarse que al establecerse el Virreinato de la Nueva España en 1535, quedó como parte de su jurisdicción, aunque como una entidad autónoma llamada Capitanía General de Santo Domingo.
La real cédula del 23 de mayo de 1539, separó a la provincia de Nicaragua de la jurisdicción de la Audiencia de Santo Domingo, y la agregó a la jurisdicción de la Real Audiencia de Panamá.

Rodrigo de contreras nuestro governador de la prouincia de nicaragua... en lo que dezis sobre a qual de las abdiencias de la nueva españa o la española obedeçera esa governaçion, porque como avreis sabido hemos mandado proveer de otra nuestra abdiencia en la çibdad de panama y por vna prouisyon mandamos quesa prouincia obedeçiese a la dicha abdiencia de panama proveereis que asy se haga y que en todo se cumpla y execute lo que por la dicha nuestra abdiencia fuere mandado conforme a la dicha nuestra provision.

Uno de sus principales personajes fue asignado y enviado como fiscal el 28 de abril de 1602 por real cédula el licenciado Francisco Manso de Contreras, aunque fue promovido a oidor antes de llegar a la isla, donde servió hasta 1609.
La Recopilación de Leyes de Indias de 1680, en Ley V (Audiencia y Chancilleria Real de Santo Domingo de la Isla Española ) del Título XV (De las Audiencias y Cancillerías Reales de las Indias) del Libro II, recoge los límites y los funcionarios de esta Audiencia:

Mandamos, Que en la Ciudad de Santo Domingo de la Isla Española resida nuestra Audiencia y Chancilleria Real, como está fundada, con vn Presidente, que sea Governador y Capitã General: quatro Oidores, que también sean Alcaldes del Crimen: vn Fiscal: vn Alguazil mayor, y vn Teniente de gran Chanciller, y los demás Ministros y Oficiales necessarios, y tenga por distrito todas las Islas de Barlovento, y de la Costa de Tierrafirme, y en ellas las Governaciones de Veneçuela, Nueva Andalucia, el Rio de el hacha, que es de la Governacion de Santa Marta: y de la Guayana, ó Provincia del Dorado, lo que por aora le tocare, y no mas, partiendo terminos por el Mediodia con las quatro Audiencias del Nuevo Reyno de Granada, Tierrafirme, Guatemala y Nueva España, segun las Costas, que corren de la Mar de el Norte por el Poniente, con las Provincias de la Florida, y por lo demás con la Mar del Norte: y el Presidente, Governador y Capitan General pueda ordenar y ordene lo que fuere conveniente en las causas militares, y tocantes al buen gobierno y defensa de la dicha Isla de Santo Domingo, segun y como lo pueden y deven hazer los demás nuestros Governadores y Capitanes Generales de las Provincias de nuestras Indias, y provea las governaciones, y demás oficios, que vacaren en el distrito de aquella Audiencia, entre tanto que Nos lo proveyeremos, y haga, exerça y provea todas las demás cosas que fueren de Govierno, y los Oidores de la dicha Audiencia no intervengan en ellas, ni el Presidente en las de justicia, y todos firmen lo que proveyeren, sentenciaren y despacharen los Oidores.

Al ampliar la jurisdicción de la Capitanía General de Venezuela, la cual para ese entonces ya era parte de la Real Audiencia de Santo Domingo, la real cédula del 8 de septiembre de 1777 le agregó las provincias de Maracaibo y Guayana:

Así mismo he resuelto separar en lo jurídico de la Audiencia de Santa Fé, y agregar a la primitiva de Santo Domingo, las dos expresadas Provincias de Maracaibo y Guayana, como lo está la de Cumaná y las islas de Margarita y Trinidad, para que hallándose estos territorios bajo una misma Audiencia, un Capitán General y un Intendente inmediatos, sean mejor regidos, y gobernados con mayor utilidad de mi Real Servicio.

## Traslado a Cuba
Debido al Tratado de Basilea de 1795, España cedió la isla La Española a Francia que pasó a llamarla Saint-Domingue, por esa razón, la real audiencia fue trasladada a Santiago de Cuba en 1799, por real decreto del 17 de marzo del mismo año, y de forma definitiva a la «Villa de Santa María del Puerto del Príncipe» (hoy Camagüey, también en Cuba), siendo instalada en 1800, por lo cual tomó el nombre de Real Audiencia de Puerto Príncipe. A partir de ese momento, la audiencia mantuvo jurisdicción sobre Cuba, Puerto Rico, Luisiana y Florida española.
En 1812 la Constitución de Cádiz restauró la Real Audiencia de Santo Domingo, que permaneció hasta el 21 de diciembre de 1821 (período de la España Boba).
En 1838 se creó la Real Audiencia de La Habana, quedando la Audiencia de Puerto Príncipe con jurisdicción en los departamentos Oriental y Central de la isla de Cuba, ya que España había perdido Luisiana y Florida y en 1831 se había creado la Real Audiencia de Puerto Rico. Fue disuelta en 1853. Gobernaban a Trinidad, Margarita y Cumaná.

## Segunda instalación
Durante el período de anexión de Santo Domingo a España, de 1861 a 1865, fue restaurada la Real Audiencia de Santo Domingo, para ser suprimida definitivamente ese último año, al restaurarse la República Dominicana y establecerse una Suprema Corte de Justicia.